# Zmijiwka (obwód chersoński)
Zmijiwka (ukr. Зміївка) – wieś na Ukrainie, w obwodzie chersońskim, w rejonie berysławskim, w hromadzie Berysław. W 2001 liczyła 2759 mieszkańców, spośród których 2567 wskazało jako ojczysty język ukraiński, 145 rosyjski, 11 mołdawski, 1 bułgarski, 3 białoruski, 6 niemiecki, a 26 inny.